# Seconds from Disaster
Seconds from Disaster (Nederlands: Seconden voor de Ramp) is een Amerikaanse serie documentaires waarin rampen uit de moderne geschiedenis worden belicht. Het programma wordt uitgezonden op National Geographic Channel. In het programma wordt gebruikgemaakt van Computer Generated Imagery (CGI) en interviews om de ramp te reconstrueren en de exacte oorzaak te achterhalen.

## Seizoenen

### Seizoen 1 (2004)
| Afl. | Première        | Programma                   | Nederlands                      | Zie artikel                    | Datum van de ramp |
| ---- | --------------- | --------------------------- | ------------------------------- | ------------------------------ | ----------------- |
| 1    | 6 juli          | Crash of the Concorde       | Crash van de Concorde           | Air France-vlucht 4590         | 25 juli 2000      |
| 2    | 13 juli         | Tunnel Inferno              | Tunnelinferno                   | Brand in de Mont Blanctunnel   | 24 maart 1999     |
| 3    | 20 juli         | The Bomb in Oklahoma City   | De bom in Oklahoma City         | Bomaanslag in Oklahoma City    | 19 april 1995     |
| 4    | 27 juli         | Fire on the Star            | Brand op the Star               | Scandinavian Star              | 7 april 1990      |
| 5    | 3 augustus      | Derailment at Eschede       | Ontsporing bij Eschede          | Treinramp bij Eschede          | 3 juni 1998       |
| 6    | 10 augustus     | Wreck of the Sunset Limited | Ondergang van de Sunset Limited | Sunset Limited                 | 22 september 1993 |
| 7    | 5 oktober       | Explosion in the North Sea  | Explosie in de Noordzee         | Piper Alpha                    | 6 juli 1988       |
| 8    | 12 oktober      | Flood at Stava Dam          | Overstroming op de Stavadam     |                                | 19 juli 1985      |
| 9    | 19 oktober      | Collision on the runway     | Crash op de startbaan           | Vliegtuigramp van Tenerife     | 27 maart 1977     |
| 10   | 26 oktober      | Pentagon 9/11               | Pentagon 9/11                   | Aanslagen op 11 september 2001 | 11 september 2001 |
| 11   | 28 november     | Fire on the Ski Slope       | Brand op de Ski Slope           | Kabeltreinramp in Kaprun       | 11 november 2000  |
| 12   | 1 januari] 2006 | Meltdown in Chernobyl       | Kernsmelting in Tsjernobyl      | Kernramp van Tsjernobyl        | 26 april 1986     |
| 13   | 1 januari 2006  | Inferno in Guadalajara      | Inferno in Guadalajara          | Explosies van Guadalajara      | 22 april 1992     |

### Seizoen 2 (2005-2006)
| Afl. | Première        | Programma                   | Nederlands                               | Zie artikel                                                             | Datum van de ramp |
| ---- | --------------- | --------------------------- | ---------------------------------------- | ----------------------------------------------------------------------- | ----------------- |
| 1    | 28 juni         | Columbia's Last Flight      | De laatste vlucht van de Columbia        | Spaceshuttle Columbia                                                   | 1 februari 2003   |
| 2    | 5 juli          | Alpine Tsunami              | Lawine in de Alpen                       |                                                                         | 23 februari 1999  |
| 3    | 12 juli         | Motorway Plane Crash        | Vliegtuigcrash op snelweg                | British Midland-vlucht 92                                               | 8 januari 1989    |
| 4    | 26 juli         | Mount St. Helens Eruption   | Uitbarsting van de Mount St. Helena      | Mount Saint Helens                                                      | 18 mei 1980       |
| 5    | 16 augustus     | Zeebrugge Ferry Disaster    | De ramp met de veerboot van Zeebrugge    | Herald of Free Enterprise                                               | 6 maart 1987      |
| 6    | 30 augustus     | Kobe Earthquake             | Aardbeving in Kobe                       | Aardbeving Kobe 1995                                                    | 17 januari 1995   |
| 7    | 13 september    | Crash Landing in Sioux City | Vliegtuigcrash na landing in Sioux City  | United Airlines vlucht 232                                              | 19 juli 1989      |
| 8    | 20 september    | The Bali Bombing            | De bomaanslagen op Bali                  | Bomaanslagen op Bali op 12 oktober 2002                                 | 12 oktober 2002   |
| 9    | 27 september    | Hotel Collapse Singapore    | De instorting van een hotel in Singapore |                                                                         | 15 maart 1986     |
| 10   | 18 oktober      | TWA 800                     | TWA 800                                  | TWA 800                                                                 | 17 juli 1996      |
| 11   | 1 november      | Paris Train Crash           | Treinramp in Parijs                      | Treinramp op Gare de Lyon                                               | 27 juni 1988      |
| 12   | 15 november     | The Hindenburg              | De Hindenburg                            | Hindenburg                                                              | 6 mei 1937        |
| 13   | 13 december     | Puerto Rico Gas Explosion   | Gasexplosie van Puerto Rico              |                                                                         | 12 november 1996  |
| 14   | 10 januari 2006 | Skywalk Collapse            | Instorting in Hotel Skywalk              | Instorting in Hotel Skywalk Hyatt Regency                               | 17 juli 1981      |
| 15   | 28 maart 2006   | Amsterdam Air Crash         | Amsterdamse vliegtuigcrash               | Bijlmerramp                                                             | 4 oktober 1992    |
| 16   | 18 april 2006   | Sinking of the Kursk        | Het zinken van de Kursk                  | Koersk (onderzeeër)                                                     | 12 augustus 2000  |
| 17   | 19 mei 2006     | King's Cross Fire           | Brand op King's Cross                    | Brand in station King's Cross                                           | 18 november 1987  |
| 18   | 27 juni 2006    | Nairobi Bombing             | Bomaanslagen in Nairobi                  | Bomaanslagen Amerikaanse ambassades in Nairobi en Dar es Salaam in 1998 | 7 augustus 1998   |
| 19   | 11 juli 2006    | Florida Swamp Air Crash     | Vliegtuigcrash in Florida                | ValuJet-vlucht 592                                                      | 11 mei 1996       |

### Seizoen 3 (2006-2007)
| Afl. | Première        | Programma                  | Nederlands                     | Zie artikel                                      | Datum van de ramp                               |
| ---- | --------------- | -------------------------- | ------------------------------ | ------------------------------------------------ | ----------------------------------------------- |
| 1    | 25 juli         | Titanic                    | Titanic                        | RMS Titanic                                      | 15 april 1912                                   |
| 2    | 15 augustus     | Aircraft Carrier Explosion | Vliegdekschipexplosie          | Brand op de USS Forrestal                        | 29 juli 1967                                    |
| 3    | 6 september     | New York air crash         | Vliegtuigcrash in New York     | American Airlines-vlucht 587                     | 12 november 2001                                |
| 4    | 13 september    | Munich Olympic Massacre    | Olympisch bloedbad in München  | Bloedbad van München                             | 5 september 1972                                |
| 5    | 20 september    | Asian Tsunami              | Tsunami in Azië                | Zeebeving Indische Oceaan 2004                   | 24 december 2004                                |
| 6    | 27 september    | Washington Air Crash       | Vliegtuigcrash in Washington   | Air Florida-vlucht 90                            | 13 januari 1982                                 |
| 7    | 25 oktober      | Asian Tsunami              | Tsunami in Azië                | Zeebeving Indische Oceaan 2004                   | 26 december 2004                                |
| 8    | 15 november     | Comet Air Crash            | "Crash van de Comet"           | BOAC-vlucht 781/South African Airways-vlucht 201 | BOAC 781: 10 januari 1954/SAA 201: 8 april 1954 |
| 9    | 29 november     | Chicago Air Crash          | Vliegtuigcrash in Chicago      | American Airlines-vlucht 191                     | 25 mei 1979                                     |
| 10   | 6 december      | Texas Oil Explosion        | "Olie-explosie in Texas"       | Raffinaderijexplosie in Texas City               | 23 maart 2005                                   |
| 11   | 2 januari 2007  | Tornado Outbreak           |                                | Super Outbreak                                   | 3 april-4 april 1974                            |
| 12   | 31 januari 2007 | Space Shuttle Explosion    | "Explosie van de Spaceshuttle" | Spaceshuttle Challenger                          | 28 januari 1986                                 |
| 13   | 7 maart 2007    | Eruption on Montserrat     | Uitbarsting van de Montserrat  | Soufrière                                        | 18 juli 1995-26 december 1997                   |

### Seizoen 4 (2011)
| Afl. | Première     | Programma                  | Nederlands                           | Zie artikel                    | Datum van de ramp |
| ---- | ------------ | -------------------------- | ------------------------------------ | ------------------------------ | ----------------- |
| 1    | 5 september  | 9/11                       | Aanslagen op 11 september 2001       | Aanslagen op 11 september 2001 | 11 september 2001 |
| 2    | 12 september | Pearl Harbor               | Aanval op Pearl Harbor               | Aanval op Pearl Harbor         | 7 december 1941   |
| 3    | 19 september | Paddington Train Collision | Zware treinbotsing in Ladbroke Grove | Ladbroke Grove-treinramp       | 5 oktober 1999    |
| 4    | 26 september | Collision at 35,000 Feet   | Vliegtuigcrash boven Duitsland       | Vliegtuigbotsing Überlingen    | 1 juli 2002       |
| 5    | 3 oktober    | Cable Car Collision        | Instorting van het kabellift         | Kabelliftramp in Cavalese      | 3 februari 1998   |
| 6    | 10 oktober   | Bhopal Nightmare           | Nachtmerrie in Bhopal                | Giframp Bhopal                 | 3 december 1984   |

### Seizoen 5 (2012)
| Afl. | Première | Programma          | Nederlands           | Zie artikel                             | Datum van de ramp           |
| ---- | -------- | ------------------ | -------------------- | --------------------------------------- | --------------------------- |
| 1    | 11 maart | Fukushima          | Fukushima            | Kernramp van Fukushima                  | 9 maart 2011                |
| 2    | 18 maart | Bismarck           | Bismarck             | Bismarck (slagschip)                    | 27 mei 1941                 |
| 3    | 25 maart | Mountain Tsunami   | Tsunami in de bergen | Vajontdam                               | 9 oktober 1963              |
| 4    | 1 april  | Waco Cult          | Waco-sekte           | Branch Davidians                        | 28 februari - 19 april 1993 |
| 5    | 15 april | Deepwater Horizon  | Deepwater Horizon    | Olieramp in de Golf van Mexico 2010     | 20 april 2010               |
| 6    | 22 april | Massacre in Mumbai | Bloedbad in Mumbai   | Aanslagen in Mumbai op 26 november 2008 | 26 november 2008            |

### Seizoen 6 (2012)
| Afl. | Première    | Programma                     | Nederlands                          | Zie artikel                          | Datum van de ramp |
| ---- | ----------- | ----------------------------- | ----------------------------------- | ------------------------------------ | ----------------- |
| 1    | 22 juli     | Norway Massacre: I was There  | Bloedbad in Noorwegen: ik was erbij | Aanslagen in Noorwegen 2011          | 22 juli 2011      |
| 2    | 5 november  | Jonestown Cult Suicide        | Collectieve zelfmoord in Jonestown  | Peoples Temple                       | 18 november 1978  |
| 3    | 12 november | Fire in the Cockpit           | Brand in de Cockpit                 | Swissair-vlucht 111                  | 2 september 1998  |
| 4    | 19 november | Black Hawk Down               | Black Hawk gecrasht                 | Slag om Mogadishu                    | 3-4 oktober 1993  |
| 5    | 26 november | Into the Death Zone           | In het gebied des doods             |                                      | 10-11 mei 1996    |
| 6    | 3 december  | Terrified over Tokyo          | Doodsbang boven Tokio               | Japan Airlines-vlucht 123            | 12 augustus 1985  |
| 7    | 10 december | Runaway Train                 | Ontsporing op hoge snelheid         | Treinramp van Amagasaki              | 25 april 2005     |
| 8    | 17 december | Nagasaki - The Forgotten Bomb | Nagasaki - De vergeten Bom          | Atoombommen op Hiroshima en Nagasaki | 9 augustus 1945   |
| 9    | 27 december | Sinking the Coventry          | Het zinken van de Coventry          | HMS Coventry                         | 25 mei 1982       |
| 10   | 31 december | Chinook helicopter Crash      | Crash van een Chinook               |                                      | 2 juni 1994       |